# Luís de Portugal, 6.º conde de Vimioso
D. Luís de Portugal e Castro (Lisboa, 1620 — Lisboa, 2 de abril de 1655), 6.º conde de Vimioso, foi um aristocrata que, entre outras funções, foi comendador e alcaide-mor de Juromenha, claveiro da Ordem de Avis e capitão-do-donatário das capitanias de Machico (ilha da Madeira), Angra e Praia (ambas na ilha Terceira) e da ilha de São Jorge.

## Biografia
Nasceu em Lisboa, filho de D. Afonso de Portugal e Castro, 5.º conde de Vimioso, e de sua esposa D. Maria de Mendoza, uma filha de D. Cristóvão de Moura e de D. Margarida Corte-Real, membros da família Corte-Real.
Considerado «ornado» de excelentes virtudes, valeroso e erudito, com muita aplicação às belas letras, instruído com primor na língua latina e com muito conhecimento do grego, era «favorecidos das musas» e «compôs com propriedade».
Herdou de seu pai, para além do título de conde de Vimioso e a capitania de Machico, as capitanias das ilhas Terceira e São Jorge, cuja administração lhe estava entregue por Manuel de Moura Corte-Real ter optado por permanecer em Espanha após a Restauração da Independência Portuguesa. Em consequência, exerceu o cargo de capitão do donatário de São Jorge e de ambas as capitanias da ilha Terceira (Angra e Praia) desde 1649 até falecer em 1655.
A administração das rendas e bens do marquês de Castelo Rodrigo foi-lhe confirmada por carta de 8 de agosto de 1651, com excepção dos juros, tenças e comendas e da Quinta de Queluz (onde hoje está o Palácio de Queluz), da capela-mor do Convento de São Bento da Saúde e do palácio dos Corte-Reais sito no Corpo Santo de Lisboa.
Casou em 1652 com D. Maria Inês de Azevedo, filha herdeira de D. João de Azevedo, almirante de Portugal, comendador-mor de Juromenha e claveiro da Ordem de Avis, cargos que herdou, jure uxoris, por carta de 9 de setembro de 1647. Sem geração, a esposa faleceu em 1652, sendo sepultada na capela-mor do Mosteiro de São José de Ribamar, em Algés.
Casou segunda vez, em 1654, com D. Inácia Maria de Meneses Portugal Távora, filha do 2.º conde da Pesqueira, mas faleceu pouco depois, em 2 de abril de 1655, sem deixar geração, em consequência de «uma pendência do jogo da péla».
Teve um filho ilegítimo, D. Cristóvão de Portugal, que morreu jovem.
Assim, quando faleceu, não tinha descendente legítimo que pudesse herdar, razão pela qual, o título de conde de Vimioso passou para seu irmão, D. Miguel de Portugal, 7.º conde de Vimioso, o mesmo acontecendo com a capitania de Machico. No que respeita às capitanias açorianas, que tinham estado anteriormente na posse, mas como administrante, de D. Afonso de Portugal e 1.º marquês de Aguiar, foram incorporadas nos próprios da Coroa, onde, com poucos intervalos, permaneceram até à sua extinção em 1766 com a criação da Capitania Geral dos Açores.
Foi sepultado, como seu pai, na capela-mor do Mosteiro de São José de Ribamar, em Algés.